# 奔萨
奔萨（羅馬化：Penza，俄語發音：[ˈpʲɛnzə]），又譯奔薩，是俄罗斯西部城市。建于1663年。位于苏拉河畔，是奔萨州的首府，距离首都莫斯科约625公里，俄羅斯第38大城，人口519,948人（2012年）。以化学和纺织机械制造业著名。

## 友好城市
- 白俄羅斯莫吉廖夫

## 名人
- 弗谢沃洛德·迈尔霍尔德：戏剧导演
- 伊万·莫茹欣：默片演员
- 普多夫金：导演，演员，理论家